# Canepa (Sori)
Cànepa (Càneva in ligure, Cànnia in dialetto locale) è una frazione di 159 abitanti del comune di Sori, nella città metropolitana di Genova, posta a 331 metri sul livello del mare. Fino al 1929 è stato comune autonomo. Vi è sepolto l'economista ed ex ministro Tommaso Padoa-Schioppa.

## Storia

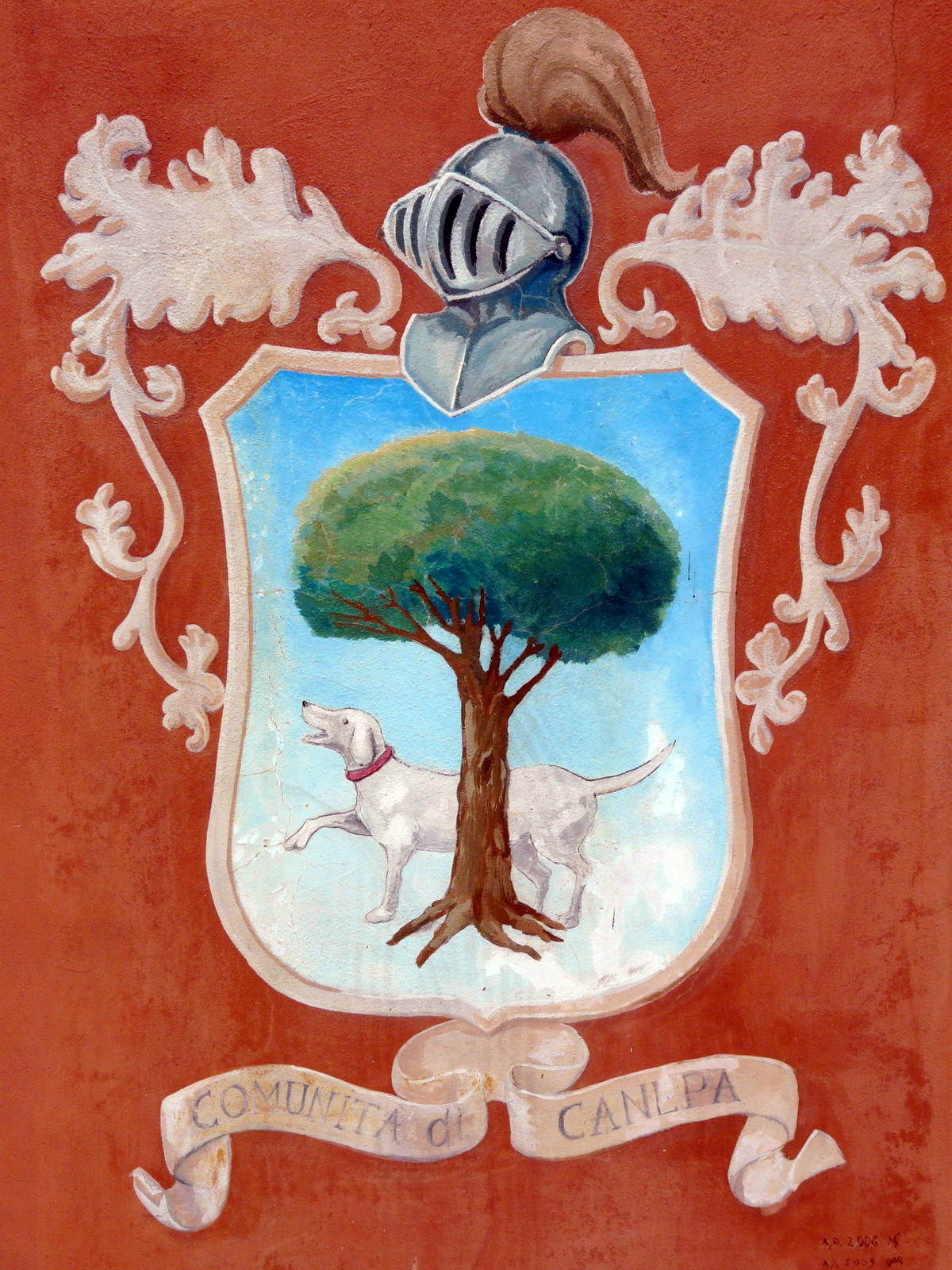
Probabile raffigurazione dello stemma dell'ex comune di Canepa in una casa della frazione

L'ex comune di Canepa, situato nell'entroterra lungo il torrente Sori, comprendeva nel proprio territorio amministrativo le località di Busonengo, Teriasca, Lago, Levà, Capreno e Sussisa, anch'esse confluite come frazioni nel 1929 nel comune di Sori. La principale risorsa economica era legata all'attività agricola con una discreta produzione e coltivazione locale di ortaggi, cereali e frutta.
Come l'odierno capoluogo, Sori, anche il territorio di Canepa rientrò ben presto nei domini della Repubblica di Genova che, come i vicini borghi e paesi del Golfo Paradiso, lo inserì nella giurisdizione della podesteria del Bisagno e, dal 1606, nel successivo capitaneato di Recco seguendone le sorti.
Con la nuova dominazione francese di Napoleone Bonaparte in Liguria le quattro municipalità di Sori, Pieve di Sori, Canepa e Sant'Apollinare rientrarono dal 2 dicembre 1797 nel Dipartimento del Golfo del Tigullio, con capoluogo Rapallo, all'interno della Repubblica Ligure annessa al Primo Impero francese. Dal 28 aprile del 1798 con i nuovi ordinamenti francesi, Canepa rientrò nel III Cantone, con capoluogo Sori, della Giurisdizione della Frutta e dal 1803 centro principale del VI Cantone della Frutta nella Giurisdizione del Centro. Dal 13 giugno 1805 al 1814 venne inserito nel Dipartimento di Genova.
Nel 1815 fu inglobato nel Regno di Sardegna, così come stabilì il Congresso di Vienna del 1814 anche per gli altri comuni della repubblica ligure, e dal 1861 nel successivo Regno d'Italia. Dal 1859 al 1926 il territorio fu compreso nel VI mandamento di Recco del circondario di Genova della provincia di Genova. Tre anni dopo, nel 1929, il comune di Canepa venne soppresso e confluito nella municipalità di Sori.
Nel 1836 presentava una popolazione complessiva di 1.457 abitanti così ripartita: Canepa (772), Bossonengo (147), Capreno (268) e Teriasca (270).

## Monumenti e luoghi d'interesse

### Architetture religiose
La chiesa parrocchiale di Santa Maria Assunta, del XVI secolo, è menzionata per la prima volta nel 1143 (cappella di Santa Maria de Canava) e fu nel 1311 che la comunità parrocchiale divenne suffraganea della pieve di San Michele Arcangelo di Sori. Il primo e notevole ampliamento si attuò nel 1725, mentre un completo rifacimento dell'edificio venne effettuato tra il 1882 e il 1883.
Risalente al XVIII secolo è il sottostante oratorio di Nostra Signora di Montallegro, sede dell'omonima confraternita.
Nei pressi del territorio parrocchiale rimangono ancora oggi i ruderi dell'antico ospizio o ospedale di San Giacomo di Pozolo, con relativa chiesetta, edifici risalenti al XIII secolo.

## Cultura

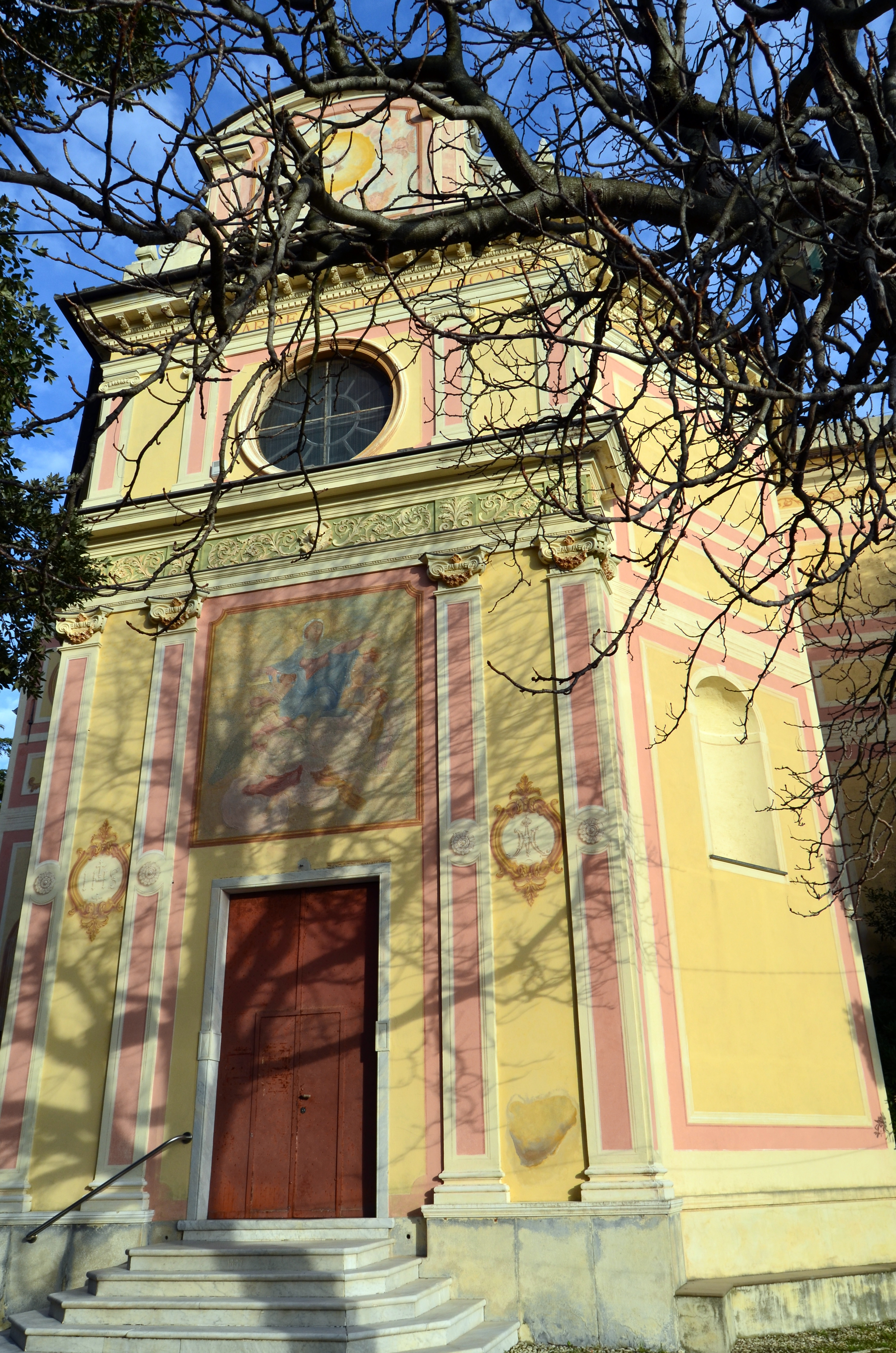
La chiesa parrocchiale di Santa Maria Assunta

### Eventi
Il primo fine settimana di agosto si festeggia la ricorrenza religiosa di sant'Eusebio, già festa patronale del soppresso comune di Canepa; storicamente si tenevano sparate di antichi mortaretti liguri, oggi desuete. In contemporanea ai festeggiamenti patronali si svolge annualmente il palio degli asini che, nel 2010, ha raggiunto la sua 20ª edizione.

## Sport

### Impianti sportivi
Il 1º giugno 2008 è stata inaugurata la nuova palestra di roccia attrezzata presso la località di Rian Croeua, poco distante dalla parrocchiale della frazione, lungo la falesia che corre sul sentiero per il monte Becco. La parete è alta nel suo complesso 30 metri e prevede 15 vie di salita con vari gradi di difficoltà fino a 8 o a 18 metri di altezza.